# Farní sbor Českobratrské církve evangelické v Novém Bydžově
Farní sbor Českobratrské církve evangelické v Novém Bydžově je evangelickým sborem v Novém Bydžově a v Chlumci nad Cidlinou. Sbor patří do Královéhradeckého seniorátu Českobratrské církve evangelické.

## Historie sboru

### Počátky
Až do roku 1942, kdy se ujal samostatné práce v Novém Bydžově vikář František Marounek, kazatelská stanice sboru v Hořicích. Za 2. světové války byl život ve sboru velmi čilý, že počet členů přesáhl 700. Po válce se odstěhovalo mnoho členů do pohraničí, ale i tak dosáhl sbor statutu filiálního sboru spojením s kazatelskou stanici v Chlumci nad Cidlinou (do té doby sbor Opolany v Poděbradském seniorátu). Již v r. 1946 dosáhl sbor plné samostatnosti jako sbor farní a úsilím všech členů přebudoval zakoupenou synagogu ve velmi pěkný chrám, do něhož byly pořízeny i nové varhany. Otevření chrámu se konalo v roce 1949 za přítomnosti synodního seniora Dr. J. Křenka. Do této doby se konala shromáždění v hospodářské škole, v bývalé židovské radnici a naposled v Husově sboru církve Československé. V roce 1953 odešel farář F. Marounek do Kolína a druhým farářem se stal Lubomír J. Linka. Byly zaplaceny všecky dluhy a kromě Nového Bydžova, Chlumce, Vysokého Veselí, Žiželic a Smidar, kde byla konána nedělní shromáždění, pracovalo i sdružení mládeže a tři nedělní školy.

### Doba totality
Koncem šedesátých let docházelo postupně k určitému úpadku sborového života v Novém Bydžově. Nebylo sdružení mládeže, ani nedělní škola. Farář Lubomír Linka, který působil ve sboru od roku 1953 do 14. 3. 1969, mluvil o budoucnosti sboru skepticky. Po krátké administraci farářem dr. J. A. Pellarem z Hradce Králové se v říjnu 1969 ujímá práce ve sboru diakon Rudolf Hroch. Ten přichází do početně malého, vylidněného sboru, složeného převážně ze starších bratří a sester. Po jeho nástupu dochází k určitému oživení sborového života. Bylo provedeno mnoho práce na modlitebně. Během roku 1977 dochází opět k částečnému úpadku sborového života. Diakon Hroch v roce 1978 ze zdravotních důvodů rezignoval.

### Současnost
Novobydžovský sbor zůstával po 18 let neobsazen, administrován nejprve z Hořic farářem Josefem Koláčným (1978–1981), poté z Jičína farářem Miroslavem Hejlem (1981–1989) a z Hradce Králové farářem Pavlem Otterem (1990–1996), který byl jen nakrátko vystřídán farářem Ivanem Ryšavým z Hořic. Na podzim 1996 byl jáhnem sboru zvolen na 1/3 úvazek Petr Firbas, ředitel Vyšší odborné školy biblické v Hradci Králové. 1. 6. 1997 byl Petr Firbas zvolen za faráře sboru. V r. 1997 byla v suterénu budovy vybudována místnost pro 40-50 osob ke konání služeb božích v zimním období, bylo zavedeno plynové topení. Kromě pravidelných služeb božích se koná nedělní škola, biblické hodiny pro dospělé i pro děti, konfirmační cvičení.

### Kurátorky a kurátoři sboru
Službu kurátora sboru vykonávali bratří Oldřich Zeman (1970–1974), Václav Karbula (1974–1977). Od roku 1978 je kurátorem sboru Dobromil Hušek.